# Pontus Haag
Jonas Pontus Kristofer Haag, född 19 februari 1983 i Härlanda församling i Göteborg, är en svensk politiker (moderat), som var riksdagsledamot, på plats 296 för valkretsen Göteborgs kommun som ersättare för den föräldralediga Lars Hjälmered under perioden 1 september – 31 december 2012.

## Biografi
Haag är född och uppväxt i Göteborg. Han har en filosofie kandidatexamen i statsvetenskap från Växjö universitet (numera Linnéunversitet) och en filosofie kandidatexamen i medie- och kommunikationsvetenskap från JMG vid Göteborgs universitet.
Haag arbetade tidigare som politisk sekreterare för moderaterna på Västra Götalandsregionen, bland annat arbetade han tillsammans med den före detta partisekreteraren Johnny Magnusson. Därefter var han pressekreterare åt Lärarförbundets ordförande Eva-Lis Sirén innan han blev seniorkonsult på PR-byrån Progress. Sedan 2016 är han presschef på pensionsbolaget Skandia.
Tidigare har Pontus Haag arbetat vid svenska ambassaden i Vilnius i Litauen. 
Under ett antal år har han haft olika uppdrag inom MUF:avdelningarna i Kronoberg och Göteborg. I MUF Göteborg var han pressansvarig och ansvarig för politisk produktion. Han har även haft kommunpolitiska uppdrag i Göteborgs kommun. 
Haag är gift och bosatt i Lidingö.